# Quận của tỉnh Meurthe-et-Moselle
4 quận của tỉnh Meurthe-et-Moselle gồm:
1. Quận Briey, (quận lỵ: Briey) với 10 tổng và 130 xã. Dân số của quận này là 159.465 người năm 1990, 157.050 người năm 1999, tăng trưởng dân số là 1.51%.
2. Quận Lunéville, (quận lỵ: Lunéville) với 9 tổng và 164 xã. Dân số của quận này là 77.559 người năm 1990, và 76.782 người năm 1999, tăng trưởng dân số là 1.0%.
3. Quận Nancy, (tỉnh lỵ của tỉnh Meurthe-et-Moselle: Nancy) với 20 tổng và 188 xã. Dân số của quận này là 411.666 người năm 1990, và 415.106 người năm 1999, tăng trưởng dân số là 0.84%.
4. Quận Toul, (quận lỵ: Toul) với 5 tổng và 112 xã. Dân số của quận này là 63.253 người năm 1990, và 64.841 người năm 1999, tăng trưởng dân số là 2.51%.